# Svart krabba (film)
Svart krabba  är en svensk actionthrillerfilm från 2022, i regi och skriven av Adam Berg och baserad på Jerker Virdborgs roman med samma namn. Filmen hade premiär på Netflix den 18 mars 2022.

## Rollista
- Noomi Rapace – Caroline Edh
- Aliette Opheim – Kapten Forsberg
- Dar Salim – Malik
- David Dencik – Överste Raad
- Jakob Oftebro – Nylund
- Ardalan Esmaili – Karimi
- Erik Enge – Granvik
- Susan Taslimi – Admiral Nordh
- Martin Hendrikse – Soldat
- Cecilia Säverman – Rånare
- Stella Marcimain Klintberg – Vanja
- Ahmed Shawky Shaheen
- Ilir Latifi – Vaktchef
- Mikail Akalin – Ung soldat